# 安東·普圖什金
安東·尤里約維奇·普圖什金（羅馬化：Anton Yuriiovych Ptushkin；1984年5月22日—），乌克兰电视节目主持人，YouTuber，旅行者，記者和DJ。他在2017年主持旅游综艺节目《鹰与尾》而为大众所熟知。他在2020年獲授予烏克蘭榮譽記者稱號。

## 早年經歷及事業
普圖什金在1984年5月22日出生和長大於烏克蘭東部城市伏羅希洛夫格勒（今盧漢斯克）。他畢業於東烏克蘭國立大學並取得社會學學位，他在畢業後在一家夜店擔任DJ和藝術總監。
2012年，他搬到了基輔並開始在電台工作。他是烏克蘭廣播電台Lounge FM和星期五電台的創始人和前節目總監。
2017年，他與娜斯佳·伊夫列娃一起成為烏克蘭俄語旅遊電視節目《鹰与尾》新一季的主持人。他們一起拍攝了3季，共65期節目。
2018年7月，他宣布自己退出節目的拍攝。他和電視節目所屬公司Teen Spirit Studio都沒有透露他確切離開的原因。他在節目原有的主持人位置被葉夫謝·科瓦廖夫（俄语：Евсей Ковалёв）取代。
退出節目後，他繼續為自己的YouTube頻道製作旅遊影片。普圖什金指出他獨力支撐頻道，沒有攝影師，影片剪輯師和編劇的幫助。
普圖什金共有5個Youtube頻道，分別是俄語主頻道以及其他4種語言的頻道，包括有英語，烏克蘭語，西班牙語和葡萄牙語。
截至2023年5月11日，他的俄語主頻道擁有562萬名訂閱者，而他現在活躍於的英語頻道則擁有51萬名訂閱者。

## 獎項及榮譽
2019年12月7日，普圖什金在俄羅斯國家網絡產業獎頒獎典禮上連同其他俄羅斯著名電視藝員和視頻創作者獲得年度在線旅遊節目提名。在頒獎典禮期間，普圖什金身在印尼巴厘島，無法親身到場。安東的獎項由瑪麗亞·米諾加洛娃代領，而普圖什金則在預先錄製的影片中感謝為他投票的人。
2020年8月21日，烏克蘭總統弗拉基米爾·澤倫斯基在烏克蘭獨立日之際授予安東·普圖什金烏克蘭榮譽記者稱號。

## 政治取態
2014年，俄羅斯及其傀儡盧甘斯克人民共和國佔領盧漢斯克，頓巴斯戰爭爆發。他把當時仍留在當地的母親帶離。
他對上一次在俄語主頻道發佈影片的日期是2022年3月12日，影片名為「過去八年我在哪裏」，當中普圖什金發表他作為一位頓巴斯人對戰爭的看法，並譴責俄羅斯全面入侵烏克蘭，同時反駁俄羅斯對烏克蘭「打壓俄語人口」及「納粹化」的指控，並説到普京的入侵行動是戰爭罪行。最後，他表示此可能是他俄語主頻道的最後一條影片。
2022年4月20日，俄羅斯宣佈禁止普圖什金在未來50年入境當地。